# Contea di Mills (Iowa)
La contea di Mills, in inglese Mills County, è una contea dello Stato dell'Iowa, negli Stati Uniti. La popolazione al censimento del 2000 era di 14 547 abitanti. Il capoluogo di contea è Glenwood.